# Барышников, Анна
Анна-Катерина Барышников (Анна Михайловна Барышникова, англ. Anna Katerina Baryshnikov; род. 22 мая 1992, Нью-Йорк, Нью-Йорк) — американская актриса кино, театра и телевидения. Наиболее известна благодаря роли Сэнди в фильме «Манчестер у моря», а также появлению в сериалах «Лучшие пончики» и «Дикинсон».

## Биография
Анна — дочь артиста балета и актёра Михаила Барышникова и бывшей балерины Лизы Райнхарт. В юности она посещала уроки балета для начинающих, но решила, что ей это не подходит, так как она была слишком гиперактивной и разговорчивой, когда ей нужно было сосредоточиться на работе у станка. Её старшая единокровная сестра, от отношений отца с актрисой Джессикой Лэнг, — танцовщица Шура Барышников (род. 1981). Анна выросла в Палисадесе, штат Нью-Йорк, и посещала Филдстонскую школу этической культуры в Нью-Йорке.
Барышников начала играть в 6 лет в детской театральной постановке «Сон в летнюю ночь», изображая Душистый Горошек, служанку королевы фей Титании . После окончания Северо-Западного университета в 2014 году она начала профессионально сниматься в различных телесериалах, в том числе «Долл и Эм» режиссёра Азазеля Джейкобса на канале HBO.

## Фильмография
| Год       |   | Русское название            | Оригинальное название    | Роль           |
| --------- | - | --------------------------- | ------------------------ | -------------- |
| 2015      | с | Тайны Лауры                 | The Mysteries of Laura   | Трэйси Данн    |
| 2015      | с | Долл и Эм                   | Doll & Em                | Журналистка    |
| 2015      | с | Голубая кровь               | Blue Bloods              | Дженни Стронг  |
| 2016      | ф | Такса                       | Wiener-Dog               | Тара           |
| 2016      | ф | Манчестер у моря            | Manchester by the Sea    | Сэнди          |
| 2016      | с | Образцовые бунтарки         | Good Girls Revolt        | Кэти           |
| 2016      | ф |                             | I Shudder                | Хэйли          |
| 2017      | с | Лучшие пончики              | Superior Donuts          | Майя           |
| 2018      | ф | Воспитательница             | The Kindergarten Teacher | Меган          |
| 2019—2021 | с | Дикинсон                    | Dickinson                | Лавиния        |
| 2019      | с | Блудный сын                 | Prodigal Son             | Рэйчел         |
| 2019      | ф | Джоси и Джек: История любви | Josie & Jack             | Бэка           |
| 2021      | ф | Плата за подставу           | Payback                  | Джуди Маркович |
| 2024      | ф | Любовь истекает кровью      | Love Lies Bleeding       | Дэйзи          |

## Театр
- Время и семья Конвей — Кэрол Конвей	(2017; Театр Тодда Хеймса)
- Яркий новый Бойсе — Анна	(2023; Signature Theater Company)[6]

## Награды и номинации

### Номинации
Манчестер у моря
- Выбор критиков, Премия Гильдии киноактёров США, Премия Ассоциация кинокритиков Вашингтона, Gold Derby Awards[фр.] — лучший актёрский ансамбль